# 185-я истребительная авиационная дивизия
185-я истреби́тельная авиацио́нная диви́зия (185-я иад) — соединение Военно-Воздушных сил (ВВС) Вооружённых Сил РККА, принимавшее участие в боевых действиях Великой Отечественной войны.

## Наименования дивизии
- 185-я истребительная авиационная дивизия
- Полевая почта 27954

## Создание дивизии
185-я истребительная авиационная дивизия сформирована 15 октября 1944 года на основании Приказа НКО СССР приданием авиационных полков в составе составе 14-го Рижского истребительного авиационного корпуса 15-й воздушной армии 2-го Прибалтийского фронта.

## Расформирование дивизии
185-я истребительная авиационная дивизия была расформирована в январе 1946 года в составе 14-го Рижского истребительного авиационного корпуса 15-й воздушной армии Прибалтийского военного округа

## В действующей армии
В составе действующей армии:
- с 15 октября 1944 года по 9 мая 1945 года.

## Командир дивизии
| Звание    | Имя                       | Период                  | Примечание |
| --------- | ------------------------- | ----------------------- | ---------- |
| Полковник | Зайцев Георгий Николаевич | 15.10.1944 — 01.01.1946 |            |

## В составе объединений
| Дата          | Фронт (округ)                                  | Армия                | Корпус                                 | Примечания     |
| ------------- | ---------------------------------------------- | -------------------- | -------------------------------------- | -------------- |
| 15.10.1944 г. | 2-й Прибалтийский фронт                        | 15-я воздушная армия | 14-й истребительный авиационный корпус | -              |
| 29.03.1945 г. | Курляндская группа войск Ленинградского Фронта | 15-я воздушная армия | 14-й истребительный авиационный корпус | -              |
| 09.05.1945 г. | Курляндская группа войск Ленинградского Фронта | 15-я воздушная армия | 14-й истребительный авиационный корпус | -              |
| 10.05.1945 г. | Прибалтийский военный округ                    | 15-я воздушная армия | 14-й истребительный авиационный корпус | -              |
| 01.01.1946 г. | Прибалтийский военный округ                    | 15-я воздушная армия | 14-й истребительный авиационный корпус | расформирована |

## Вооружение дивизии
Вся полки дивизии летали на Як-9
| Як-9 | Як-9УМ | Як-9 |

## Части и отдельные подразделения дивизии
За весь период своего существования боевой состав дивизии претерпевал изменения, в различное время в её состав входили полки:
| Период                        | Части                                 | Примечание               |
| ----------------------------- | ------------------------------------- | ------------------------ |
| 28.09.1944 г. — 12.12.1945 г. | 4-й истребительный авиационный полк   | передан в 336-ю иад      |
| 28.09.1944 г. — 12.12.1945 г. | 148-й истребительный авиационный полк | передан в 275-ю иад      |
| 28.09.1944 г. — 01.01.1946 г. | 293-й истребительный авиационный полк | расформирован с дивизией |

## Участие в операциях и битвах
- Рижская операция — с 15 октября 1944 года по 22 октября 1944 года.
- Прибалтийская операция — с 15 октября 1944 года по 24 ноября 1944 года.
- Блокада и ликвидация Курляндской группировки — с 15 октября 1944 года по апрель 1945 года.
- Восточно-Прусская операция — с 13 января 1945 года по 25 апреля 1945 года.
- Кенигсбергская операция — с 6 апреля 1945 года по 9 апреля 1945 года.

## Отличившиеся воины дивизии
- Степаненко Иван Никифорович, майор, командир эскадрильи 4-го истребительного авиационного полка 185-й истребительной авиационной дивизии 14-го истребительного авиационного корпуса 15-й воздушной армии 18 августа 1945 года удостоен звания дважды Герой Советского Союза. Золотая Звезда № 2/74
- Рязанов Алексей Константинович, майор, заместитель командира 4-го истребительного авиационного полка 185-й истребительной авиационной дивизии 14-го истребительного авиационного корпуса 15-й воздушной армии удостоен 18 августа 1945 года звания дважды Герой Советского Союза. Золотая Звезда № 2/79
- Бузинов Вадим Николаевич, капитан, заместитель командира эскадрильи 148-го истребительного авиационного полка 185-й истребительной авиационной дивизии 14-го истребительного авиационного корпуса 15-й воздушной армии 18 августа 1945 года удостоен звания Герой Советского Союза. Золотая Звезда № 7992
- Погорелов Михаил Савельевич, капитан, командир эскадрильи 4-го истребительного авиационного полка 185-й истребительной авиационной дивизии 14-го истребительного авиационного корпуса 15-й воздушной армии 18 августа 1945 года удостоен звания Герой Советского Союза. Золотая Звезда № 7961

## Благодарности Верховного Главнокомандования
Верховным Главнокомандующим объявлена благодарность за овладение городом Рига

## Базирование
| Период               | Аэродромы      |
| -------------------- | -------------- |
| 06.1945 — 01.01.1946 | Елгава, Латвия |

## Статистика боевых действий
Всего за годы Великой Отечественной войны дивизией:
| Выполнено боевых вылетов | Сбито самолётов в воздухе, за 1945 год | Уничтожено самолётов всего, за 1945 год | Потеряно лётчиков | Потеряно самолётов |
| ------------------------ | -------------------------------------- | --------------------------------------- | ----------------- | ------------------ |
| 11486                    | 85                                     | 62                                      | 59                | 100                |